# Taylor Rain
Taylor Rain  (Long Beach, Kalifornia, 1981, augusztus 16. –) amerikai pornószínésznő.
2004. január 10-én összeházasodott Scott Faynerrel. 2007 februárjában 20 napig börtönben volt, mert marihuána hatása alatt volt mikor vezetett.[forrás?]

## Válogatott filmográfia
| - Cherry Pit (2007) (V) - Pop Shots 8 (2007) (V) - Pure Filth 4 (2007) (V) - Hole Sweet Hole (2006) (V) - Anal Bandits 4 (2006) (V) - Asstravaganza 2 (2006) (V) - Fucked at Home (2006) (V) - I Love Taylor (2006) (V) - Innocence: Ass Candy (2006) (V) - Love Between the Cheeks (2006) (V) - My Dirty Angels 4 (2006) (V) - Offroad Adventure (2006) (V) | - Pure Filth 3 (2006) (V) - Teenage Pink (2006) (V) - Suck It Dry (2005) (V) - Anal Cherry Busters (2005) (V) - 12 Nasty Girls Masturbating 4 (2005) (V) - All Ass Blowout 1 (2005) (V) - Anal Bandits (2005) (V) - Apprentass 3 (2005) (V) - Asstravaganza 1 (2005) (V) - Ass Up, Face Down (2005) (V) - Assylum (2005/II) (V) |

## Díjai
- 2006 F.A.M.E. Award – Kedvenc Anális Csillag